# Elektroniczny instrument płatniczy
Elektroniczny instrument płatniczy – termin prawniczy, którego definicja przewidziana była w uchylonej ustawie z dnia 12 września 2002 r. o elektronicznych instrumentach płatniczych. Oznaczała każdy instrument płatniczy, w tym z dostępem do środków pieniężnych na odległość, umożliwiający posiadaczowi dokonywanie operacji na pieniądzu elektronicznym przy użyciu elektronicznych nośników informacji lub elektroniczną identyfikację posiadacza niezbędną do dokonania operacji, w szczególności kartę płatniczą lub instrument pieniądza elektronicznego.